# 애가

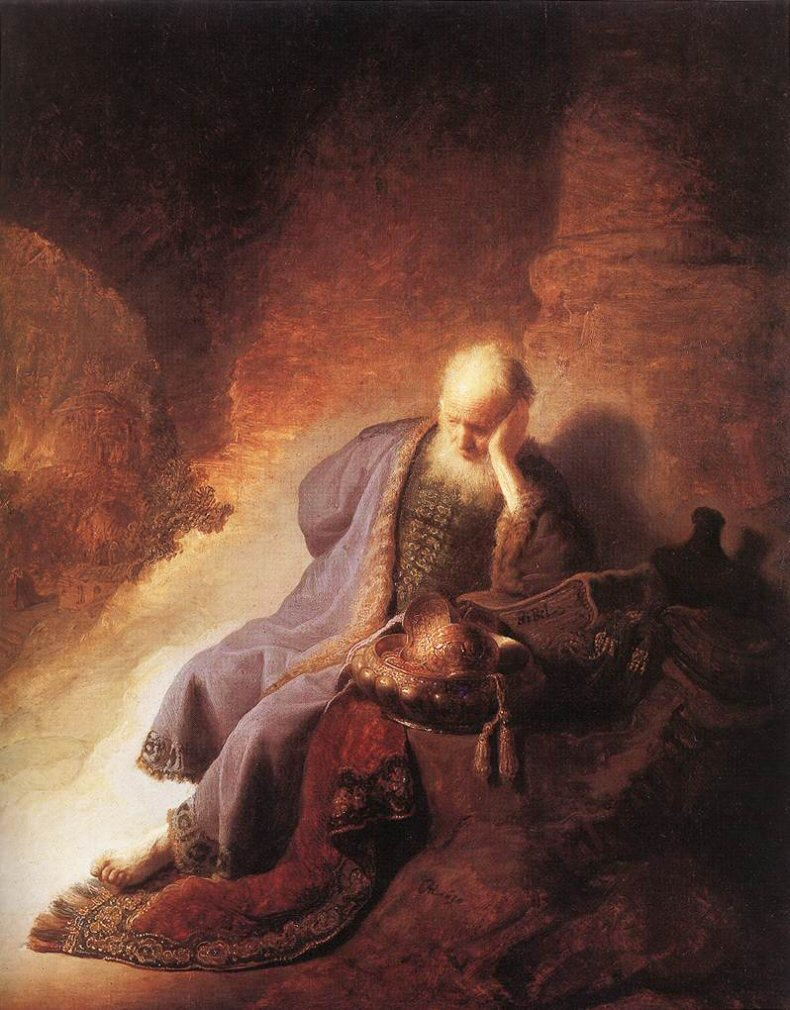

애가(哀歌, 히브리어: איכה 에카, 그리스어: Θρῆνοι 트레노이[*], 영어: Book of Lamentations)(공동번역성서, 가톨릭교회), 또는 예레미야 애가(개신교)는 타나크의 성문서 케투빔의 다섯 두루마리(지혜서)에 포함된 한 권이다. 전통적으로 유대인은 예루살렘 신전의 파괴를 기념하는 단식일 티샤 바브(Tisha B'Av)에  이것을 읽는다.

## 주제
애가는 도시를 잃은 장송가인 치나(Qinah)의 요소와 시민들의 회복을 간청하는 "통곡"의 요소를 결합한 작품이다. 신성한 도시의 파괴가 민족의 죄에 대한 신의 벌이라는 견해를 반영하는데, 이와 유사한 주제는 수메르의 문학에서도 관찰된다. 그러나 기원전 2천년경의 수메르 문학은 신전이 재건될 때 낭송되어 행복한 결말에 이르는 한편, 애가는 신전이 붕괴하며 쓰여졌으므로 아무런 응답이나 결심 없이 신에게 탄식하고 간청하는 내용만이 담겨있다.
애가의 내용은 재앙에 대한 묘사에서 시작하여 하나님이 마침내 이스라엘을 버렸을지도 모른다는 고통어린 추정으로 끝을 맺는다. 슬픔 앞에서 고통받는 사람들은 재앙을 내린 주체인 하나님의 은혜를 신뢰하지 않는다. 예레미야는 이 고통이 정당한 처벌이라는 것을 인정하지만, 하나님이 재앙을 내린 주체임도 부정하지 않는다. 과거 하나님으로부터 받은 은혜를 상기하며 희망의 끈을 붙잡고, 구원을 위해 노력할 동기를 얻지만 재앙이 옮겨갈 것이라는 확신은 주어지지 않는다. 하나님은 자기가 택하신 대로 은혜를 베푸기도, 감추기도 할 수 있는 존재이기 때문이다. 그러나 이스라엘의 하나님의 자비는 끝이 없고, 매일 아침 모든 것이 새로워질 것이라는 확신 역시 버리지 않는다.

## 참고 문헌
- Aarons, Victoria; Levitsky, Holli (2019). 《New Directions in Jewish American and Holocaust Literatures: Reading and Teaching》. SUNY Press. ISBN 978-1-4384-7320-8.
- Assis, Ellie (2007). “The Alphabetic Acrostic in the Book of Lamentations”. 《The Catholic Biblical Quarterly》.
- Berlin, Adele (2004). 《Lamentations: A Commentary》. Westminster John Knox Press. ISBN 9780664229740.
- Berlin, Adele (2014).  Berlin, Adele; Brettler, Marc Zvi, 편집. 《The Jewish Study Bible: Second Edition》 2판. Oxford University Press. ISBN 978-0-19-939387-9.
- Berlin, Adele (2018).  Coogan, Michael; Brettler, Marc; Newsom, Carol; Perkins, Pheme, 편집. 《The New Oxford Annotated Bible with Apocrypha: New Revised Standard Version》. Oxford University Press. ISBN 978-0-19-027611-9.
- Clines, David J.A. (2003). 〈Lamentations〉.   Dunn, James D. G.; Rogerson, John William. 《Eerdmans Commentary on the Bible》. Eerdmans. ISBN 9780802837110.
- Dobbs-Allsopp, F.W. (2002). 《Lamentations》. Westminster John Knox Press. ISBN 9780664237547.
- First, Mitchell (June 2014). “Using the Pe–Ayin Order of the Abecedaries of Ancient Israel to Date the Book of Psalms”. 《Journal for the Study of the Old Testament》 38 (4): 471–485. doi:10.1177/0309089214536490. ISSN 0309-0892.
- First, Mitchell (2017). 《Pe before Ayin in Biblical Pre-Exilic Acrostics》. 《www.thetorah.com》.
- Hayes, John H. (1998). 〈The Songs of Israel〉.   McKenzie, Steven L.; Graham, Matt Patrick. 《The Hebrew Bible Today: An Introduction to Critical Issues》. Westminster John Knox Press. ISBN 9780664256524.
- Hillers, Delbert R. (1993). 〈Lamentations of Jeremiah〉.   Metzger, Bruce M.; Coogan, Michael D. 《The Oxford Companion to the Bible》. Oxford University Press. ISBN 9780199743919.
- Joyce, Paul M. (2013). 《Lamentations Through the Centuries》. John Wiley & Sons. ISBN 9781118332641.
- Lee, Archie C. C. (2008). 〈Book of Lamentations〉.   Sakenfeld, Katherine Doob. 《The New Interpreter's Dictionary of the Bible》. Volume 3. Abingdon Press. ISBN 978-0-687-33365-3.
- Pitre, Brant J.; Bergsma, John S. (2018). 《A Catholic Introduction to the Bible: The Old Testament》. Ignatius Press. 280쪽. ISBN 978-1-58617-722-5.